# Hermann II. von Gleiberg
Hermann II. von Gleiberg (* um 1050; † zwischen 1095 und 1104) war Graf von Gleiberg, Sohn und Nachfolger des Grafen Hermann I. von Gleiberg. Weder Geburts- noch Todesdatum sind bekannt, doch starb er wohl erst nach 1095, vielleicht auch erst um 1104.

## Leben und Wirken
Er war ein Enkel des Grafen Friedrich von Luxemburg und der Irmtrud von der Wetterau, einer Tochter des Grafen Heribert von der Wetterau, durch deren Ehe die Burg Gleiberg mit den dazugehörigen Besitzungen nach dem Tod Heriberts an das Luxemburger Grafengeschlecht gekommen war.
Hermann II. von Gleiberg wird häufig mit seinem Vetter Hermann von Salm verwechselt, dem Sohn seines Onkels Giselbert von Luxemburg. Hermann von Salm stand als einziges Mitglied seiner Luxemburger Sippe im Lager der Gegner von König Heinrich IV. und wurde 1081 zum Gegenkönig gewählt.
Hermann von Gleiberg hingegen war ein loyaler Gefolgsmann Heinrichs IV. und zeichnete sich insbesondere während dessen Kriegs gegen die sächsischen Rebellen in den Jahren 1073 bis 1075 aus. Der Chronist Lampert von Hersfeld berichtet in seinen „Annales“ von der Schlacht Heinrichs am 9. Juni 1075 bei Homburg an der Unstrut gegen das sächsische Bauernheer unter Otto von Northeim:
„Die Schlacht hatte sich bereits vom Mittag bis zur neunten Stunde hingezogen, und es war schon nahe daran, daß sich zwei Heerhaufen zweier Länder, Schwaben und Bayern, zur Flucht wandten, und wiederholt meldeten Boten dem König, daß ihre Leute in höchster Gefahr seien, da rückten plötzlich Graf Hermann von Gleiberg auf der einen, auf der anderen Seite die Bamberger Mannen zum Angriff heran. Jetzt wirft auch der Herzog von Böhmen, jetzt der Herzog Gozelo von Lothringen ihre Reiter mit verhängten Zügeln in den Kampf. Diesem gewaltigen Ansturm konnten die Sachsen nicht mehr standhalten und wichen langsam zurück.“